# 17-й танковий корпус (СРСР)
17-й та́нковий ко́рпус — оперативно-тактичне військове об'єднання в складі ЗС СРСР періоду Другої Світової війни.
З 1943 року корпус переформований на 4-й гвардійський танковий корпус.

## Історія існування
Формування корпусу проходило у червні 1942 року в Сталінграді. 22 червня бригади корпусу відбули на Брянський фронт і вже 24 червня прибули до Воронежа. Сюди ж з Москви прибуло управління і штаб корпусу на чолі з генерал-майором танкових військ М. В. Фекленком.
Директивою Ставки ВГК № 170462 від 25.06.1942 р. корпус включався до складу Брянського фронту. 28 червня корпус передислокується у район Касторної з метою завдавання контрудару по ворожому угрупованню, що прорвалось. 30 червня 31-а мотострілецька бригада була атакована частинами німецької дивізії «Велика Німеччина» (нім. Grossdeutschland), проте силами 102-ї танкової бригади 4-го танкового корпусу були підбиті і знищені 17 ворожих танків. 67-а танкова бригада, що спішно вирушила на допомогу мотострільцям, наштовхнулась на ворожі танки й у ході годинного бою втратила 20 машин і змушена була відступити. Наступного дня вранці в атаку перейшла 174-а танкова бригада, але без підтримки 66-ї танкової бригади, як це передбачалось планом, змушена була вести бій переважаючими силами супротивника. Втративши 23 танки Т-34, бригада була змушена відійти. Після цього німці значними силами атакували с. Кульовка, де перебувала 66-а танкова бригада. У ході 11-годинного бою ця бригада була оточена й змушена відступати. З захопленням Кульовки 17-й танковий корпус виявився «розрізаним» на дві части: праву (66-а танкова, 115-а і 116-а окремі танкові бригади 40-ї армії) й ліву (залишки 31-ї мотострілецької, 67-а і 174-а танкові бригади й 102-а танкова бригада 1-го танкового корпусу). Зв'язок штабу корпусу з лівим угрупованням був втрачений, створилась реальна загроза прориву німецьких частин до Воронежу й Нижньодєвицька. Протягом 2-3 липня 1942 року частини корпусу зазнавали важких втрат в боях з німецькими танками (на той час у складі корпусу залишилось лише 38 боєздатних танків: 10 КВ-1, 11 Т-34 і 17 Т-60), проте німцям все ж вдалося вийти на переправу через Дон поблизу Верхнє-Турово. 4 липня вночі за наказом командування залишки корпусу переправились на протилежний берег Дону. Всього за 4 дні боїв втрати 17-го танкового корпусу становили 1661 осіб загиблими, пораненими і зниклими безвісти, 23 КВ-1, 62 Т-34, 47 Т-60, 23 гармати, 22 міномети й 14 кулеметів.
7 липня 1942 року директивою Ставки ВГК № 170466 від 07.07.1942 Брянський фронт був розділений на Брянський і Воронезький фронти й корпус був включений до складу останнього.
1 жовтня 1942 року директивою Ставки ВГК № 994214 від 01.10.1942 корпус виводиться зі складу Воронезького фронту у резерв Ставки ВГК в район Татищево.
19 грудня 1942 року директивою Ставки ВГК № 170711 від 18.12.1942 корпус разом з 6-ю армією переданий до складу Південно-Західного фронту. В ході проведення Середньодонської фронтової наступальної операції (операція «Малий Сатурн») корпус стрімко розвинув удар у загальному напрямку на Морозовськ.
Наказом НКО СРСР № 1 від 3 січня 1943 року 17-й танковий корпус перетворений на 4-й гвардійський танковий корпус.

## Бойовий склад
- Управління корпусу
- 67-а танкова бригада
- 174-а танкова бригада
- 66-а танкова бригада важких танків
- 31-а мотострілецька бригада
- Корпусні частини:
  - 17-а окрема автотранспортна рота підвозу ПММ (з 19.09.1942)
  - 85-а рухома танкоремонтна база
  - 92-а рухома авторемонтна база

## Командування
- Командир корпусу:
  - Фекленко Микола Володимирович, генерал-майор т/в (22.06.1942 — 01.07.1942)
  - Корчагін Іван Павлович, генерал-майор т/в (02.07.1942 — 20.07.1942)
  - Бахаров Борис Сергійович, полковник (21.07.1942 — 06.08.1942)
  - Полубояров Павло Павлович, полковник, з 10.11.1942 генерал-майор т/в (07.08.1942 — 03.01.1943)
- Начальник штабу корпусу:
  - Бахаров Борис Сергійович, полковник (19.06.1942 — 10.10.1942)
  - Нагайбаков Ізмаїл Ахметович, полковник (15.10.1942 — 03.01.1943)
- Заступник командира корпусу з політичної частини (до 09.10.1942 — військовий комісар):
  - Гуляєв Василь Георгійович, полковник (21.06.1942 — 03.01.1943)